# Oliver Milde
Oliver Milde (* 9. Juli 1993 in Berlin) ist ein deutscher Handballspieler.

## Karriere
Oliver Milde begann mit dem Handball beim Grünheider SV. Über den 1. VfL Potsdam kam er zu den Reinickendorfer Füchsen, mit denen er zweimal deutscher Jugendmeister wurde. Seit der Saison 2012/13 gehörte er zum Kader der zweiten Mannschaft der Füchse Berlin, der Profiabteilung der Reinickendorfer Füchse, die in der 3. Liga spielt. Von August bis November 2013 lief der 1,93 Meter große Rückraumspieler aufgrund eines Doppelspielrechts zudem in der 2. Handball-Bundesliga beim HC Empor Rostock auf, für den er in 18 Spielen 68 Tore erzielte. Im Januar 2014 wurde Milde erneut an Rostock ausgeliehen. Aufgrund von verletzungsbedingten Ausfällen in der ersten Mannschaft der Berliner kam er außerdem in der Handball-Bundesliga zum Einsatz. Ab der Saison 2014/15 lief er für den Zweitligisten VfL Bad Schwartau (seit 2017 spielend als VfL Lübeck-Schwartau) auf. Im Januar 2018 kehrte er zu den Füchsen Berlin zurück und gewann mit dem Hauptstadtclub den EHF-Pokal der Saison 2017/18. Ab der Saison 2018/19 stand er beim Zweitligisten ASV Hamm-Westfalen unter Vertrag. In der Saison 2020/21 stand er beim Drittligisten HSG Krefeld unter Vertrag. Nachdem Milde anschließend vereinslos war, unterstützte er ab Februar 2022 seinen ehemaligen Grünheider SV im Abstiegskampf der Oberliga. Im Sommer 2022 schloss er sich dem Regionalligisten OSC 04 Rheinhausen an.